# Galactocele
Galactocele é um tumor cístico contendo leite ou uma substância leitosa que geralmente está localizado nas glândulas mamárias. Pode ser causada por uma infecção ou ocorrer no período pós-parto.